# Pește pilot
Peștele pilot (Naucrates ductor) este un pește teleostean pelagic din familia carangidelor, cu o lungime de 25-50 cm cm, răspândit în Oceanul Atlantic, Indian și Pacific, Marea Mediterană. Seamănă, în general, cu un stavrid, de care se deosebește prin lipsa plăcilor țepoase de pe linia laterală. Culoarea corpului este cenușie-albăstrie, iar corpul este încins cu 5-7 dungi verticale negre-albăstrui. Este remarcabilă biologia acestui pește, care i-a atras și numele de pește-pilot. Într-adevăr, s-a remarcat de multă vreme că acest pește însoțește totdeauna rechinii și vapoarele, în deplasările lor, hrănindu-se cu resturile prăzii rechinilor. Peștele pilot are o relație de comensualism semi-obligatoriu cu rechinii mari, batoidele și alți pești.